# Platon
Pláton (starogrško Πλάτων: Plátōn), starogrški filozof, * 428/427 pr. n. št., Atene, Grčija, † 348/347 pr. n. št., Atene.
Platon je bil Sokratov učenec, Aristotelov učitelj ter ustanovitelj Akademije v Atenah. Bil pa je tudi začetnik filozofske smeri, ki po njem nosi ime platonizem. Njegova dela so temelji današnje filozofije; v filozofiji ga uvrščamo v obdobje klasične grške filozofije.

## Življenje
Platon se je rodil na sedmi targelij (27. maj 427 pr. n. št.) na Ajgini. Pripadal je ugledni aristokratski družini, nekatere legende pa pravijo, da je bil Apolon njegov oče (Platonov rojstni dan sovpada z Apolonovim). V mladostniških letih je bil deležen izbrane vzgoje, ki je temeljila na vzgoji telesa in razuma. Vzdevek Platon (Široki, Plečati - dobesedno Platon pomeni širokopleč) je dobil od svojega učitelja gimnastike, bodisi zaradi širokega čela, pleč, načina govora ali pa zaradi širine duha. Aristokrat Kritija (materin stric) je imel močan vpliv na Platonovo politično stališče. Platon je nekajkrat hotel sodelovati v politiki, vendar si je premislil ali pa ni imel uspeha. Na splošno je sicer cenil matematiko, vendar je kazal največ zanimanja za umetnost; ukvarjal se je s slikarstvom, pisal je pesmi (najprej ditirambe, potem napeve in tragedije). Nobeno od njegovih del iz mladosti ni ohranjeno, saj je vse zažgal; pravijo, da zaradi Sokratovega vpliva.
Čas Platonove mladosti je bil v obdobju zadnjega dela peloponeške vojne med Šparto in Atenami. Po porazu Atencev se je vzpostavila nova demokracija, vendar s tem ni bilo konec prelivanja krvi. Oblast je Sokrata, katerega je Platon poimenoval »najpravičnejši človek svojega časa«, obsodila na smrt. Sokrat je imel na Platona največji vpliv, zato je bila Sokratova smrt zanj zelo boleča; takrat pa je tudi spoznal, da je svet poln razpadajočih vrednot. Platon je bil ogorčen nad splošno izgubo moralnih vrednot v politiki in družbi, zato je zapustil Atene in prepotoval Sredozemlje, obiskal Egipt, južno Italijo in Sirakuze. Tu je želel prosvetliti tirana Dionizija Starejšega, kar se je slabo končalo, saj ga je ta kot sužnja prodal špartanskim trgovcem, ki so ga odpeljali na Ajgino. Ta je bila z Atenami v vojni in njeni prebivalci so umorili vsakega Atenca, ki jim je prišel v roke. Vendar so Platona zaradi dostojanstvenega obnašanja - pred skupščino je molčal, ne da bi moledoval za življenje - (po najstarejšem izročilu) prodali nekemu revežu ali (po drugem izročilu) prijatelju Anikeridu, ki ga je osvobodil.
Anikerid naj bi ga napotil v Atene, kjer je ustanovil filozofsko skupnost, imenovano Akademija. Akademija ni bila šolska ustanova v današnjem smislu, pač pa prostor svobodnega in ustvarjalnega miselnega sobivanja. Na začetku je poučeval na samem vadbišču, kasneje pa v hiši, kjer je živel v družbi mladih ljudi, ki so prihajali ne samo iz Grčije, temveč tudi iz tujih dežel; nekateri zaradi znanja, drugi pa so želeli pridobiti splošno izobrazbo ali se pripraviti na državno službo. Šola je bila narejena po pitagorejskem zgledu, vendar brez tajnih obredov in ritualov, učenci pa so svobodno prihajali in odhajali. Vzgajal je bodoče rodove filozofov ter tako omogočil nadaljevanje in razvoj filozofije. Za svoja predavanja ni zahteval plačila, temveč se je šola vzdrževala z rednimi prispevki učencev. Platon je svoje delo v Akademiji prekinil dvakrat, in sicer med letoma 366 in 365 ter 361 in 360 p. n. št., se je odzval na povabilo Dionizija Mlajšega in odpotoval v Sirakuze. Pogajanja o spremembi sirakuške tiranije v humanejšo obliko oblasti so bila ponovno neuspešna. Platonov ideal o filozofu na prestolu je, čeprav le za kratek čas in za ceno lastnega življenja, uresničil Sirakužan Dion, eden od njegovih najljubših učencev. Razen Dionizija so Platona vabili tudi mnogi drugi kralji in državniki, da bi jim s svojimi nasveti pomagal pri vzpostavitvi boljše družbene ureditve.
Pred smrtjo je Platon blagroval tri reči; da se je rodil kot človek, da se je rodil kot Grk (Helen) in da je živel za časa Sokrata. Platon je umrl star 80 let, leta 347 pr. n. št. v Atenah. Pokopan je v bližini Akademije.

## Ideja
Zagovarjal je obstoj netelesnega sveta idej; čutno zaznavni svet naj bi bil le njegov posnetek. Po njegovem neminljiva človekova duša teži k nadčutnemu svetu, telo pa je pri tem kot grob duše samo ovira. Platonov nauk je v tem oziru v nasprotju s sicer pretežno naklonjenim odnosom do telesa v grški kulturi in miselnosti. Svojemu cilju se duša približa v obliki kreposti. Glavnih kreposti – modrosti kot kreposti mišljenja, srčnosti kot kreposti volje ter preudarnosti kot sposobnosti najti mero med uživanjem in askezo – se je mogoče naučiti; končno so vse tri kreposti v ravnovesju s pravičnostjo.
Ideja (grško Idea, pogosto Eidos, redko Ousia) je od človekovega spoznanja neodvisna bitnost, sicer netelesna in s tem časovno in prostorsko nedoločljiva. Ideje pri Platonu obstajajo nasebno in so neminljive. Beseda idea, tako kot beseda eidos, etimološko izvira iz indoevropskega korena *id s pomenom videti. 
Idejam lahko pripišemo 3 poglavitne značilnosti:
1. predmeti uma, mišljenja, za razliko od objektov čutnega zaznavanja[dvomljivo — glej pogovorno stran]
2. oblike ali ideje dejansko bivajo (za razliko od objektov zaznavanja, ki so podvrženi postajanju - genesis), zato jim pripišemo bitnost (ousia);
3. oblike ali ideje so večne, za razliko od sveta in stvari v njem, ki so minljivi.

## Država
V svoji kritiki do obstoječih oblik vladavine je Platon zavrgel oligarhijo, demokracijo in tiranijo. Idealna država, oblast najboljših (tj. aristokracija), naj bi bila zasnovana na razredni delitvi družbe ter podreditvi interesov posameznika v splošno korist skupnosti (države). Platon razlikuje tri razrede glede na dolžnost do skupnosti: trgovce in obrtnike, vojake ali čuvaje ter vladajoče (modreci, filozofi). V procesu državne vzgoje in izbora naj bi duhovno najsposobnejše vzgajali za naloge, ki jih čakajo v teoriji in praksi. Voditeljski položaj kot »kralji filozofov« bi dosegli šele po vsestranskih preizkušnjah in po petdesetem letu starosti. Pri opravljanju dolžnosti za skupnost jih ne bi smela ovirati niti družina niti zasebna lastnina.

## Dela

### Dela, prevedena v slovenščino
- Država (prevedel Jože Košar, 1995) (COBISS)
- Zbrana dela (zbral Gorazd Kocijančič, 2009) (COBISS)
- Parmenid (prevedel Boris Vezjak, 2001) (COBISS)
- Fileb (prevedel Boris Vezjak, 2000) (COBISS)
- Sokratov zagovor (prevedel Anton Sovre, 2013) (COBISS)
- Harmid (prevedel Boris Vezjak, 1994) (COBISS)
- Faidros (prevedel Fran Bradač, 1969) (COBISS)
- Poslednji dnevi Sokrata (prevedel Anton Sovre, 1988) (COBISS)
- Kratilos : (ali o pravilnosti imen, logičen) (prevedel Marijan Tavčar, 1980) (COBISS)
- Protagoras (prevedel Marijan Tavčar, 1966) (COBISS)
- Sofist (prevedel Valentin Kalan, 1980) (COBISS)
- Apologija ; Kriton (prevedel Anton Sovre, 1967) (COBISS)
- Simposion in Gorgias (prevedel Anton Sovre, 1960) (COBISS)
- Zakoni (prevedel Jože Košar, 1982) (COBISS)
- Phaidon : razgovor o nesmrtnosti duše (prevedel Anton Sovre, 1929) (COBISS)

### Dialogi
Vsa Platonova dela, razen Apologije, so napisana v obliki dialoga, čeprav je v poznih spisih ta forma pretežno samo še zunanja ali pa, tako kot v Timaju, ohranjena le v uvodnem, pripravljalnem delu spisa, medtem, ko se spisi sami vse bolj približujejo neki vrsti traktata v obliki svojevrstnega didaktičnega napotila. Od kod in zakaj Platonu prav nujnost dialoga? Odgovor je navidez enostaven. Oblika in vsebina pri Platonu sploh nista ločljivi. To pomeni, da je po njegovi izkušnji mišljenje samo dialogično. Mišljenje določi Platon izrecno in vedno znova kot notranji brezglasni razgovor duše same s seboj, ki se razvija s pomočjo postopnih korakov vprašanja in odgovora. Edino v razgovoru je po Platonu ohranjena živost, to pomeni tudi odprtost svobode filozofiranja. Vse izrečeno in povedano
se naslavlja na tega in prav tega sogovorca, zahteva od njega napor poslušanja in razumevanja ter skuša pridobiti in doseči njegovo svobodno sprejemanje in strinjanje. 
Ni jasno, za koga je Platon pisal svoje dialoge. Verjetno vseh ni pisal za isto bralstvo. Nekateri imajo zelo izdelan pripovedni okvir, tako imamo občutek, da naslavljajo na širše občinstvo, medtem ko najzahtevnejši spisi gotovo niso mogli računati na preproste bralce; nastajali so bolj za prijatelje in znance.
Tradicionalna razdelitev dialogov sicer sloni na posebni razlagi in razumevanju Platonove filozofije in notranji odvisnosti posameznih besedil, ki se lahko zdi poljubna ali neutemeljena, vendar to zaporedje ohranjajo kot častitljiv del izročila. Dialogi so torej tradicionalno razvrščeni takole: 
- Prva tetralogija: 1. Evtifron (Εὐθύφρων), 399 pr. n. št. 2. Apologija (Ἀπολογία Σωκράτους), 399 pr. n. št. 3. Kriton (Κρίτων) 4. Fajdon (Φαίδων),
- Druga tetralogija: 5. Kratil (Κρατύλος), 369 pr. n. št. 6. Teajtet (Θεαίτητος), 369 pr. n. št. 7. Sofist (Σοφιστής), 360 pr. n. št. 8. Politik (Πολιτικός),
- Tretja tetralogija: 9. Parmenid (Παρμενίδης) 10. Fileb (Φίληβος) 11. Simpozij (Συμπόσιον) 385-370 pr. n.št. 12. Fajdros (Φαῖδρος), 370 pr. n. št.,
- Četrta tetralogija: 13. Alkibiad Prvi (Ἀλκιβιάδης αʹ), 14. Alkibiad Drugi (Ἀλκιβιάδης βʹ) 15. Hiparh (Ἵππαρχος) 16. Tekmeca v ljubezni (Ἐρασταί),
- Peta tetralogija: 17. Teag (Θεάγης) 18. Harmid (Χαρμίδης) 19. Lahes (Λάχης) 20. Lizis (Λύσις),
- Šesta tetralogija: 21. Evtidem (Εὐθύδημος), 384 pr. n. št. 22. Protagora (Πρωταγόρας) 23. Gorgija (Γοργίας), 380 pr. n. št. 24. Menon (Μένων),
- Sedma tetralogija: 25. Hipija Večji (Ἱππίας μείζων), 390 pr. n. št. 26. Hipija Manjši (Ἱππίας ἐλάττων), 27. Ion (Ἴων) 28. Meneksen (Μενέξενоς),
- Osma tetralogija: 29. Klejtofont (Κλειτοφῶν) 30. Država (Πολιτεία), 380 pr. n. št. 31. Timaj (Τίμαιος), 360 pr. n. št. 32. Kritija (Κριτίας),
- Deveta tetralogija: 33. Minos (Μίνως) 34. Zakoni (Νόμοι) 35. Epinomis (Ἐπινομίς) 36. Pisma (Ἐπιστολαί).

Vsa našteta dela so prevedena v slovenščino izdali 2009 v zbirki petih knjig z naslovom Zbrana dela/Platon (prevod in spremna beseda Gorazd Kocijančič). G. Kocijančič je tudi podal svoj komentar na besedila.

#### Sokratov proces
Sojenje Sokratu je osrednji, združevalni dogodek Platonovih dialogov. Zagovor (Apologija) je morda ravno zaradi tega med najbolj priljubljenimi dialogi. V Zagovoru skuša Sokrat zavrniti govorice, da je sofist, brani se pred obtožbami, da ne veruje v bogove in da kvari mlade. Sokrat poudarja, da so obtožbe lažne in da bodo za njegovo smrt kriva leta obrekovanja. Slavno je, kako Sokrat zanika, da je pameten, in razkrije, kako se je njegovo življenje kot filozof začelo z oraklom iz Delfov. Pravi, da je zaradi svojih prizadevanj, razrešiti uganko oraklja, prišel v navzkriž s soljudmi, in da je to razlog, zakaj v njem vidijo grožnjo za Atensko mestno državo.
Če pomembni Platonovi dialogi Platonove Sokratove usmrtitve ne omenjajo neposredno, vendar pa nanjo namigujejo ali pa uporabljajo osebe ali teme, ki pri tem igrajo vlogo. Pet dialogov da slutiti sojenje: v Teajtetu in v Evtifronu Sokrat da vedeti, da ga čaka obtožba zaradi kvarjenja javne morale. Anitus, eden od mož, ki pripravljajo obtožbo, v Menonu Sokrata opozori na težave, v katerih se lahko znajde, če ne preneha s kritiziranjem pomembnih ljudi. V Gorgiasu pravi Sokrat o procesu, da bo kot da kuhar toži zdravnika in od porote iz samih otrok zahteva, da se odločijo ali za med zdravnikovo grenko zdravilo ali pa za okusne poslastice iz rok kuharja. V Republiki Sokrat razlaga, zakaj bo razsvetljeni človek (verjetno on sam) na sodišču padel na nos. Apologija je, kot ime samo pove, Sokratov zagovor, Kriton in Fajdon pa se dogajata v zaporu po obsodbi. Protagoras nam predstavi Sokrata na obisku pri Kaliasu, Hiponikovem sinu, ki ga Sokrat v Zagovoru daje v nič, ker da je zapravil kup denarja za honorarje sofistom.

### Ideje
Platon je zagovarjal obstoj netelesnega sveta idej. Svet, ki ga zaznamo, pa naj bi bil le posnetek idej. Po njegovem naj bi duša težila k nadčutnemu svetu, medtem pa jo telo samo ovira. S tem je nasprotoval razmišljanju Grkov, ki so bili naklonjeni svojim telesom. Imenoval je tudi tri glavne kreposti: modrost kot krepost mišljenja, srčnost kot krepost volje ter preudarnost kot sposobnost najti mero med uživanjem in askezo; končno so vse tri kreposti v ravnosvesju s pravičnostjo. Ideja naj bi bila netelesna neodvisna bitnost in tako ne more biti določena niti časovno niti prostorsko. Takšne ideje naj bi bile večne ter naj bi obstajale že od nekdaj.
Ideja (grško Idea, pogosto Eidos, redko Ousia) je od človekovega spoznanja neodvisna bitnost, sicer netelesna in s tem časovno in prostorsko nedoločljiva. Ideje pri Platonu obstajajo nasebno in so neminljive. Beseda idea, tako kot beseda eidos, etimološko izvira iz indoevropskega korena *id s pomenom »videti«.
Bistveno je vprašanje, ali je Platon res, kakor to velja že od Aristotela sem, postavljal ideje kot nekaj obstoječega po sebi ali oddvojenega od stvari samih. Dalje, kako in kako dobesedno gre razumeti njegove emfatične trditve, da so njene ideje večne, negibne, same v sebi iste, itd.? Končno, ali ideje res tvorijo posebno področje, tisti znani »svet idej«, ki je menda od »našega« sveta konkretnih čutnih stvari in bivajočih popolnoma različen in oddvojen?
Tri bistvena dejstva nas silijo v skrajno opreznost pred morebitnim hitrim odgovorom na postavljena vprašanja. 
- Prvo, že v Sofistu je Platon podvrgel koreniti kritiki »prijatelje idej« z njihovim glavnim navkom o povsem negibnih, stalnih idejah, kakor se je že pred tem v Parmenidu distanciral od razumevanja idej kot »onostranskih« in od »našega sveta« oddvojenih.
- Drugo, ideje so pri Platonu od samega začetka figurirale v množini in v skupnosti druga z drugo. V Sofistu je sama njihova bit, tisto, po čemer one sploh so, določena kot »splet« in »skupnost«. Z drugimi besedami, tudi ideje niso neka bivajoča po sebi: odnos do drugih in ostalih je pogoj njihove lastne biti. Tudi ideje so torej na nek način relativne.
- Tretje, ideje so v težko ugotovljivem, vsekakor pa bistvenem notranjem odnosu do neke izjemne ideje, tiste, ki jo Platon omenja samo na enem, vendar zato vsekakor osrednjem mestu, v Politeji – ideje do dobrgea. Kakšen je točno odnos te enkratne ideje dobrega do vseh ostalih, o tem Platon ne daje jasnejše določbe. Gotovo pa je, da je skrajno vprašljivo vsako dojemanje idej kot nekakšnih absolutnih in za sebe obstoječih, oddvojenih negibnih in neutemeljivih bitnosti, nekakšnih postvarelih, hipostaziranih pojmov, kakor se to najpogosteje razume.

### Duša
O nobenem posameznem Platonovem filozofemu se v tisočletnih razpravah o njegovi filozofiji ni toliko in tako intenzivno diskutiralo kot o nauku o nesmrtnosti duše. Pri tem se je vedno znova postavljalo vprašanje – ki se ga seveda vodili izključno interesi eventuelnega usklajevanja s krščansko dogmatiko – ali je bilo v tem nauku govora prav o individualni osebni duši. Seveda se je pri tem metodično pozabljalo, da ne samo Platon, ampak noben Grk njegove dobe ni imel izgrajenega pojma kake individualne osebnosti, v našem smislu beside, tj. pojma, ki je postal možen šele s pojavom krščanstva, čeprav je bil do neke mere pripravljen že v zgodnjem neoplatonizmu.
Vse, kar je Platon bistvenega povedal o duši, je povedal izključno z mitom. Edini poskus, da se pokaže nekaj bistvenega o naravi duše, najprej nujnost njene nesmrtnosti s pomočjo svojevrstnega dialektičnega izpeljevanja. Mit je pri Platonu najprej, kot je nekoč rekel K. Reinhardt, zgodovina in zgodba izvenčasovnega dogajanja in kozmičnega življenja duše. Na način mita je Platon spregovoril o »onstranstvu«, o življenju duš po smrti in pred ponovno izbiro življenja, o neutemeljivi in nerazložljivi svobodi tega izbiranja, o spominjanju na ono, pred tem življenjem videno kot pravi naravi vsakega, posebno filozofskega spoznanja. 
Celotni Platonov nazor o duši kulminira po eni strani v poznih dognanjih o bistvu duše kot počelu gibanja iz sebe, v Fajdonu in posebnih Zakonih, po drugi strani mitično predstavljenem nauku o konstituciji, o zgradbi duše sveta v Timaju. Oba nauka še danes nista zadostno razložena in pojasnjena in interpretativno produktivno prisvojena.

### Nauk o dveh svetovih
Skozi vsa Platonova dela, od Fajdona pa vse do Timaja se kot konstanta, ki je ni mogoče zaobiti, vleče ostro in na oko nepremostljivo razdvajanje postajajočega, torej nastajajočega in izginjajočega na eni strani in tega, kar je, samega bivajočega na drugi strani. Nauk o dveh oddvojenih in med seboj nezdružljivih področjih, čutnem in miselnem, senzibilnem in noumenalnim pripada skupaj z naukom o idejah skozi vso zgodovino filozofije samemu, kot pravimo, jedru običajno razumljivega platonizma. 

### Platonova telesa
Bog je inteligibilna krogla povsod prisotnega središča in nedosegljivih meja. Ta definicija izenačuje Boga, popolno bitje, s popolnim geometrijskim telesom. Boga lahko dojame samo um, saj je popoln – kot krogla med telesi. Njegovo središče je povsod, kar pomeni, da je njegova božanska bit povsod prisotna, prostorsko pa se razteza v neskončnost.
Če je v krogli mogoče prepoznati bistvo božanskega, potem je to geometrijsko telo merilo tistim telesom, ki so manj popolna. Krogli se najbolj približajo t. i. Platonova telesa ali 'Kozmične figure'. Teh teles je 5: tetraeder, heksaeder, oktaeder, dodekaeder in ikozaeder. Telesa imajo nekatere lastnosti krogle, saj so omejena z enakimi ploskvami, katerih koti in robovi so med seboj enaki, ploskve, robovi in vrhovi pa so med seboj v enakem odnosu glede na središče.
Telesa in njihovo pravilo računanja (medsebojne odvisnosti notranjih veličin) je odkril Pitagora, zato je njihovo pravo poimenovanje pravzaprav 'Pitagorova telesa'. Pozneje je Platon v svojem delu Timaj podrobno opisal 'Pitagorova telesa' in jih vključil v Elemente Pitagorove slike o svetu. Tako so telesa še danes poznana pod imenom 'Platonova telesa'. 
- Tetraeder je omejen s štirimi enakostraničnimi trikotniki. Njegova prostornina je glede na površino najmanjša, po Platonu pa predstavlja ogenj.
- Heksaeder tvori šest kvadratov. Je telo, ki ima po Platonu 'najvarnejše osnove', zato predstavlja stabilno zemljo.
- Oktaeder omejuje osem enakostraničnih trikotnikov. Če bi se ujel med dve nasprotni oglišči, lahko svobodno rotira. Po Platonu predstavlja zrak.
- Ikozaeder je omejen z dvajsetimi enakostraničnimi trikotniki. Njegova prostornina je glede na površino največja in po Platonu predstavlja vlažnost oziroma vodo.
- Dodekaeder je omejen z dvanajstimi enakostraničnimi petkotniki. Predstavlja univerzum, njegovih dvanajst ploskev pa po Platonu predstavlja dvanajst zodiakalnih znamenj (horoskop).

### Kronološki pregled
| Zgodnja doba - Apologija - Kriton - Ion - Evtifron - Lahes - Harmid - Alkibiad Prvi - Lizis - Protagora | Razvojna doba - Gorgija - Evtidem - Kratil - Menon - I. knjiga Države | Zrela doba - Simpozij - Fajdon - Država (II.–X.) - Teajtet - Parmenid - Fajdros | Pozna doba - Sofist - Politik - Fileb - Timaj - Kritija - Zakoni | Pisma - Pisma I.-XIII. - Sedmo pismo |

## Pomen in vplivi
S svojo filozofijo je Platon odprl veliko vprašanj, na veliko večino le-teh pa je podal tudi odgovore. Med drugim je usvaril tudi novo filozofsko smer - platonizem. Nekatera njegova dela so se po zaslugi Bizanca ohranila v rokopisih, ohranilo se je 43 spisov. Zapisal je tudi nekaj modrosti, ki se jih je naučil od Sokrata in jih ta ni zapisal.
Platonov najpomembnejši učenec je bil Aristotel, vendar je ta kmalu zapustil akademijo in ustvaril lastno filozofijo. Platon je s svojo filozofijo odprl več vprašanj kot kateri koli drugi filozof, sam pa je na večino le-teh tudi podal odgovore. Ker njegov učitelj Sokrat ni ničesar zapisal, je Platon ostalim želel zapustiti del učiteljeve modrosti, ki je je bil sam deležen. Njegova dela so se ohranila v številnih rokopisih, pod njegovim imenom pa je danes 43 spisov. V Apologiji (Sokratovem zagovoru) je pokazal, da obtožnica Sokrata ne drži in da je posledica globokega sovraštva. Ali je Apologija poročilo o Sokratovem zagovoru ali pa je le umetniško delo, nikoli ne bomo vedeli, vendar je odgovor verjetno tak: ni ne eno ne drugo, je hkrati umetniško ter zgodovinsko delo.